# Vier5

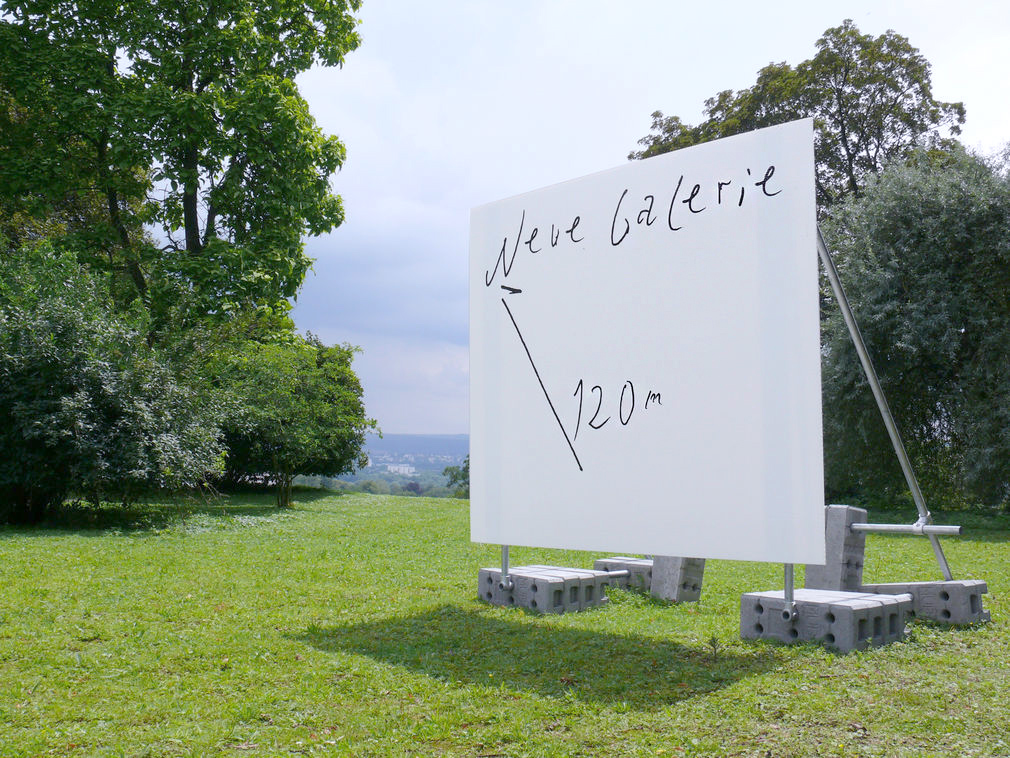
Orientation system for documenta 12. Design by Vier5, Paris

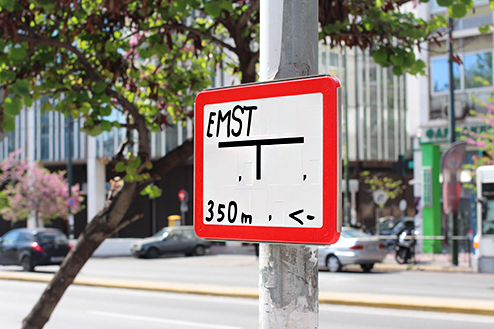
Orientation system for documenta 14. Design by Vier5, Paris

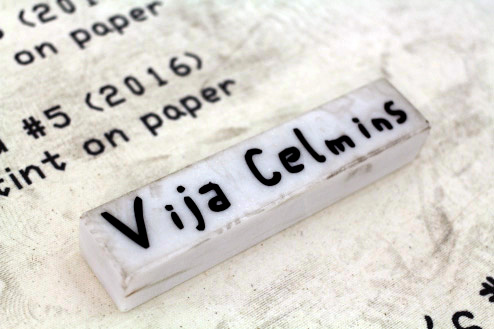
Label system for documenta 14. Design by Vier5, Paris

VIER5 ist der Name eines französisch-deutschen Design-Studios. Das Studio gibt das Magazin FAIRY TALE heraus und betreibt das Modelabel DON MARCO.

## Werk
Das Studio beschäftigt sich insbesondere mit der grafischen und strukturellen Außendarstellung von Museen und Ausstellungen. Ein Schwerpunkt des Studios liegt dabei auf der Entwicklung und der Erforschung zeitgemässer Typografie, sowie deren Anwendung in Form von grafischen Gesamtauftritten und Leitsystemen. Hierbei legt VIER5 großen Wert auf eine interdisziplinäre und experimentelle Herangehens- und Arbeitsweise. Oftmals bilden sozial-gesellschaftliche Fragestellungen die Basis und den Ausgangspunkt für die Gestaltung. Seit neuerer Zeit werden auch historisch-wissenschaftliche Aspekte in den Entwurfsprozess miteingebunden.

### CAC Brétigny
Ab 2003 zeichnet VIER5 verantwortlich für die langjährige grafische Außendarstellung des Centre d’art contemporain de Brétigny (CAC Brétigny) in Frankreich und entwirft hierfür u. a. Logos, Plakate, Leit- und Ausstellungssyteme. Von 2009 bis 2014 ist VIER5 Artist in Residence am CAC Brétigny.

### Museum für Angewandte Kunst Frankfurt
2004 entwickelt VIER5 ein prozesshaftes temporäres Leitsystem für das Museum für Angewandte Kunst Frankfurt und erst im Anschluss daran das Logo und das fertige Erscheinungsbild. Ziel dabei ist es, den gestalterischen Anfangsprozess transparent zu machen und dadurch soziale Interaktionen und Dynamiken mit Besucherinnen und Besuchern zu fördern. Als Hausschrift wird die Schrift Plotter eingeführt und verwendet, die in Zusammenarbeit mit Wolfgang Breuer entworfen wurde.

### documenta 12 / Kassel
Für die documenta 12 (2007) in Kassel entwirft VIER5 ein experimentelles Leitsystem, das u. a. aus Containerbeschriftungen, Schildern, sowie einfach verständlichen Informationen und Zeichen besteht. Ein weiteres wichtiges Element des Leitsystems ist auch der Kronkorken. Der Abguss eines auf dem Friedrichsplatz in Kassel gefundenen Kronkorkens, der als Pin verwendbar, in hoher Auflage hergestellt wurde und mit der Eintrittskarte zusammen ausgegeben wird. Innerhalb der Ausstellung getragen, verweist er auf den aktuellen Ausstellungsbesuch. Später getragen erhält er einen Souvenircharakter und führt gedanklich zur Ausstellung zurück. Ziel ist hierbei der Versuch, ein Leitsystem vom eigentlichen Ort und begrenzten zeitlichen Rahmen der Ausstellung (100 Tage) zu lösen und gedanklich (immateriell) im Gedächtnis zu verankern. Exklusiv für die documenta 12 werden die Schriften Linie und Fläche entworfen und verwendet.
2011 entwickelt VIER5 das Logo und das grafische Erscheinungsbild, sowie ein Leitsystem für das 22E Festival International de l'Affiche et du Graphisme de Chaumont in Frankreich. Anwendung findet hier vor allem die Schrift Lauf.
2012 ist VIER5 für das Erscheinungsbild der 6. Busan Biennale in Südkorea verantwortlich, die unter dem Thema Garden of Learning steht. Vier5 entwirft hierfür verschiedene Plakate und erarbeitet innerhalb von Workshops verschiedene Kommunikations-Module, wie beispielsweise das einfache Wegesystem Eleven Bottles.
Von 2013 bis 2018 entwirft VIER5 das Logo und den grafischen Auftritt für das Johann Jacobs Museum in Zürich, Schweiz.

### documenta 14 / Athen
2014 wird das Studio in das Designteam der documenta 14 (2017) berufen. VIER5 ist hier verantwortlich für den grafischen Gesamtauftritt der Ausstellung im Standort Athen in Griechenland. VIER5 entwirft hierfür unter anderem das Logo der Ausstellung, Plakate, sowie Leitsysteme innerhalb des Stadtbereichs Athen, sowie auch für die einzelnen Veranstaltungsorte. Verwendet werden hierfür herkömmliche Hydrantenschilder der deutschen Firma Franken Plastik, die mit den notwendigen Informationen bedruckt werden. Ein weiterer Gestaltungsschwerpunkt für die Ausstellung liegt im Entwurf der Künstlerinnen- und Künstlerlabels. Sie werden auf Stoff (Textiles) gedruckt und auf dem Boden ausgelegt. Beschwert werden sie mit Marmorblöcken (Marbles), die mit dem Namen der jeweiligen Künstlerin, bzw. des Künstlers bedruckt sind. Für die documenta 14 werden die Schriften Phonecards, Pueblo, Texte verwendet, für die auch griechische Schriftzeichen entworfen werden.
2016 betreut VIER5 das Erscheinungsbild der Kunstbiennale Suzhou Documents in Suzhou, China.
2021 hat das Studio eine retrospektive Einzelausstellung seiner Arbeit im MACRO (Museum for contemporary art of Rome) in Italien. Ausstellungstitel: Win a new car.
Arbeiten von VIER5 befinden sich in verschiedenen internationalen Museumssammlungen, wie z. B. der Bibliothèque Nationale de France, dem Centre national des arts plastiques, dem Les Arts Décoratifs, dem Museum für Gestaltung in Zürich, dem documenta-Archiv in Kassel, der Neuen Sammlung in München.

## Auszeichnungen
- 2013 LeadAward: Visual Leader des Jahres 2013 in der Hauptkategorie Design[9].

## Sammlungen und Ankäufe
- Bibliothèque nationale de France, Paris.
- CAC Brétigny.
- Centre national des arts plastiques (Cnap), Paris.[10]
- Les Arts Décoratifs, Paris.
- Schule für Gestaltung Basel, Plakatsammlung.
- Museum für Gestaltung Zürich.[11]
- documenta-Archiv, Kassel.[12]
- Hessen Kassel Heritage, Grafische Sammlung.
- Die Neue Sammlung, München.

## Ausstellungen

### Einzelausstellungen (Auswahl)
- MACRO, Museum for contemporary art of Rome (Win a new car), 2021.[13]
- Beeler Gallery, Columbus / Ohio, 2020.
- California Institute of Arts, Valencia, Kalifornien, 2019.[14]
- Sterling Music Room, New York, 2017.[15]
- MZIN, Leipzig, 2013.
- CAC Brétigny (Family and Friends), 2007.
- Museum für Angewandte Kunst Frankfurt (Das Museum & VIER5), 2005.

### Gruppenausstellungen (Auswahl)
- La Republique Cynique, Palais de Tokyo, Paris, 2024
- Formes de l'affiche, Palazetto Tito, Venedig, 2016[16]
- Alles neu! 100 Jahre Neue Typografie und Neue Grafik in Frankfurt am Main, Museum Angewandte Kunst, Frankfurt am Main, 2016.[17]
- Graphisme et Engagement(s), Bibliothèque nationale de France, Paris, 2015.
- Soy un libro que no he escrito ni he leído, Madrid, 2015.
- Soy un libro que no he escrito ni he leído, Buenos Aires, 2014.
- Recto Verso, Les Arts Décoratifs, Paris, 2014.
- Illuminating Graphics, G8 Gallery, Tokyo, 2014.
- Visual Leader, Deichtorhallen, Hamburg, 2013.
- Graphisme et création contemporaine, BNF François-Mitterrand, Paris, 2011.
- Mathematicus Groteske, Frac Aquitaine, Bordeaux, 2008.
- La Force de l‘Art, Grand Palais, Paris, 2006.
- Project Phalanstère, CAC Brétigny, 2003

## Eigene Publikationen
- The Deaths in Newport, Artist book with Lewis Baltz.[18]
- VIER5 (Museum für Angewandte Kunst Frankfurt).
- VIER5 Handbuch (Monograph).
- VIER5 Monograph - Retrospective.

## Belege
1. ↑  http://www.fairytale-magazine.com/index.html
2. ↑  Archivierte Kopie (Memento des Originals vom 31. Mai 2014 im Internet Archive)  Info: Der Archivlink wurde automatisch eingesetzt und noch nicht geprüft. Bitte prüfe Original- und Archivlink gemäß Anleitung und entferne dann diesen Hinweis.
3. ↑  Archivierte Kopie (Memento des Originals vom 26. Januar 2010 im Internet Archive)  Info: Der Archivlink wurde automatisch eingesetzt und noch nicht geprüft. Bitte prüfe Original- und Archivlink gemäß Anleitung und entferne dann diesen Hinweis.
4. ↑  Archivierte Kopie (Memento des Originals vom 11. Januar 2011 im Internet Archive)  Info: Der Archivlink wurde automatisch eingesetzt und noch nicht geprüft. Bitte prüfe Original- und Archivlink gemäß Anleitung und entferne dann diesen Hinweis.
5. ↑  http://documentaarchiv.stadt-kassel.de/miniwebs/documentaarchiv/10554/index.html
6. ↑  Eyes on Design Aiga. Abgerufen am 20. Februar 2019 (englisch).
7. ↑  2016苏州文献展|2016 Suzhou Documents. Abgerufen am 20. Februar 2019.
8. ↑  Achim Reichert, Paris, Visual Type (Memento vom 12. November 2021 im Internet Archive)
9. ↑  Lead Awards 2013, Die Preisträger, abgerufen am 30. Mai 2014
10. ↑  Collection Design et arts décoratifs | Centre national des arts plastiques. 4. September 2011, abgerufen am 20. Februar 2019 (französisch).
11. ↑  Suchergebnisse – Suche nach Objekte – eMuseum Museum für Gestaltung Zürich Archiv Zürcher Hochschule der Künste ZHdK. Abgerufen am 20. Februar 2019.
12. ↑  14 - Documenta - documenta archiv. Abgerufen am 20. Februar 2019.
13. ↑  https://www.museomacro.it/in-design/vier5-win-a-new-car/
14. ↑  “You Don’t Want to Work with the Work of Somebody Else” | inform.design. Abgerufen am 20. Februar 2019.
15. ↑  Sterling Music Room. Abgerufen am 20. Februar 2019 (englisch).
16. ↑  Formes de l'affiche. 11. Mai 2016, abgerufen am 20. Februar 2019 (italienisch).
17. ↑  Archivierte Kopie (Memento des Originals vom 26. März 2016 im Internet Archive)  Info: Der Archivlink wurde automatisch eingesetzt und noch nicht geprüft. Bitte prüfe Original- und Archivlink gemäß Anleitung und entferne dann diesen Hinweis.
18. ↑  Lewis Baltz – The Deaths in Newport / €85.00. Abgerufen am 20. Februar 2019.
19. ↑  Voelker: read + play. Abgerufen am 20. Februar 2019 (deutsch).
20. ↑  Recto Verso aux Arts Décoratifs - Ministère de la Culture. Abgerufen am 20. Februar 2019 (französisch).
21. ↑  Geoffrey Dorne: Pour une critique du design graphique. 12. April 2016, abgerufen am 20. Februar 2019 (französisch).
22. ↑  Cité du design | Éditions | Le vertige du funambule. Abgerufen am 20. Februar 2019 (französisch).
23. ↑  Archivierte Kopie (Memento des Originals vom 15. Juli 2009 im Internet Archive)  Info: Der Archivlink wurde automatisch eingesetzt und noch nicht geprüft. Bitte prüfe Original- und Archivlink gemäß Anleitung und entferne dann diesen Hinweis.